# Золино (Московская область)
Золино — деревня в Клинском районе Московской области, в составе Зубовского сельского поселения. Население — 34 чел. (2010).

## География
Деревня расположена в центральной части района, примерно в 5 км к востоку от райцентра Клин, на безымянном ручье, у истоков безымянного ручья, левого притока реки Лутосня (правый приток Сестры), высота центра над уровнем моря 200 м. Ближайшие населённые пункты — Опритово на юге и Кленково востоке.

## История
До 2006 года Золино входило в состав Новощаповского сельского округа.

## Население
| 2002 | 2006 | 2010 |
| ---- | ---- | ---- |
| 28   | ↗30  | ↗34  |

## Люди, связанные с деревней
Золино — родина Героя Советского Союза Петра Едунова.